# BilimLand
BilimLand — крупнейшая образовательная онлайн-платформа Казахстана и СНГ. Платформа создана в 2011 году компанией Bilim Media Group. Сервис работает на территории России (bilimland.ru), Казахстана (bilimland.kz), Узбекистана (bilimland.uz) и США (bilimland.com).
Платформа включает в себя несколько онлайн-сервисов для обучения школьным предметам.  

## История
Проект основан в 2011 году выпускниками образовательной программы «Болашақ». Первым проектом стала онлайн-платформа imektep.kz для начальной школы с казахским языком обучения. Проект создан по аналогии с американским проектом BrainPop.
В 2013 году проект поддержан грантом Национального агентства по технологическому развитию (НАТР) для приобретения технологий и коммерциализации онлайн-платформы Bilimland.kz.
В 2014 году прошел апробацию в школах Автономной организации образования Назарбаев Интеллектуальные школы. Сервис активно используют более 3200 школ Казахстана. В период с 2013—2016 годы обучающие материалы прошли экспертизу центра «Учебник» МОН РК, Национальной академии образования имени И, Алтынсарина,  Академии наук Российской Федерации. 
В 2017 году был создан планшет с предустановленной учебной программой для работы без доступа к сети интернет в малокомплектных школ в селах.  
В марте 2020 года Bilim Media Group и Министерство образования и науки Республики Казахстан объявили о бесплатном доступе к образовательной платформе Bilimland.kz в период карантина и закрытия школ. 
Платформа работает по подписке с организациями образования и индивидуальными пользователями. Обучающий контент доступен на казахском, русском и английском языках. 

### Пандемия
С началом пандемии коронавируса и введением чрезвычайного положения в Казахстане все организации образования были вынуждены перейти на дистанционную форму обучения. С 23 марта на базе проекта Bilimland.kz стартовал теле-проект OnlineMektep с записью видеоуроков для трансляции на телеканалах "Балапан" (на казахском языке) и "Ел арна" (на русском языке). Видеоуроки транслировались с 6 апреля по 22 мая. 
Всего в проекте приняли участие 160 учителей, 40 методистов и более 100 сотрудников компании.  Во время четвертой четверти на дистанционное обучение перешли 77% учащихся страны - это 3 млн 400 тыс. . 
В 2020 году Центр образовательных программ АОО НИШ совместно с Bilim Media Group разработали цифровую образовательную программу Online Mektep (www.bilimland.kz) . 